# 核燃料再处理
核燃料再處理技術原指用化學分離和純化的方法從經過輻照的核燃料中分離可裂變的鈽同位素。 但現代核燃料再處理已不僅僅著重於回收鈽，還可以分離其它有用的元素，比如鈾、甚至貴金屬。
再處理技術有多重目的，其重要性隨著時代變化而起伏。起初，核燃料再處理的唯一目的是分離可以用於製造原子彈的鈽。隨著核電站的普及，乏燃料越來越多，於是鈽被作為核燃料用於熱中子堆。含有鈽的混合氧化物核燃料能夠產生更多的電力，同時還能夠消耗一部分鈽。 占乏燃料絕大部分的再處理鈾可以用於快中子增殖反應堆。理論上，快中子堆還可以燃燒錒系元素。但是在鈾價低廉的時代，快中子堆商業化面臨很多困難。
核燃料再處理可以減少高放射性廢物的體積，也可以降低半衰期。雖然核燃料再處理無法完全消除陸地埋藏核廢料的必要性，但最終的廢料，可以通過「玻璃化」的方法，使這些放射性物質不會擴散。 核燃料再處理厰造成的污染問題也是很多人反對此技術的一大動因。比如，大量自然界不存在放射性鎝在核燃料再處理中進入環境。

## 可分離的成分和處理方式
核燃料再處理過程中可以分離的有用成分包括錒系元素（比如鈈、鈾和一些次錒系元素）和裂變產物、激活產物以及核燃料的包覆材料（cladding）。
| 可分離成分                               | 處理方式                                                         |
| ---------------------------------------- | ---------------------------------------------------------------- |
| 鈈、次錒系元素、再處理鈾                 | 快中子堆、亞臨界反應堆的裂變燃料，用完的乏燃料再散熱數十年後深埋 |
| 再處理鈾、包覆材料                       | 作為中等放射性廢物淺埋                                           |
| 长寿命裂变产物和激活产物                 | 散熱數十年後深埋，或核嬗變再散熱數十年後深埋，                   |
| 中等壽命裂變產物 137Cs和90Sr             | 作爲高放射性廢物散熱數十年後深埋                                 |
| 放射性核素（比如99Tc）和貴金屬（比如鈀） | 用於工業和醫學，用過後作為中等放射性廢物淺埋                     |

由於元素不滅，再處理只分離元素，並不會消滅任何一顆放射性同位素的原子。所以並無法解決核廢料問題。

## 歷史
第二次世界大戰時美國建立了第一批核反應堆，其目的是製造可用於核武器的鈈。因此，當時乏燃料再處理的唯一目的就是把鈈從未燃燒的鈾和其它裂變產物中分離出來並純化。1943年，有人提出了幾種可以從乏燃料中小規模分離鈈的方法。隨後兩年中，美國橡樹嶺國家實驗室開發並驗證了一種叫做“磷酸鉍過程”的方法，並用這種方法首次分離得到了克級量的鈈。 1944年下半年，磷酸鉍過程在漢福德區開始大規模應用。此方法在戰時相當成功，但其最大的缺點是無法回收鈾。
1949年，橡樹嶺國家實驗室成功的開發出了第一种溶劑萃取方法來回收乏燃料中的鈾和鈈，稱為“鈈鈾萃取法”（PUREX）。這種方法一直沿用至今。美國在南卡罗来纳州薩瓦那河區（Savannah River Site）建立了大槼模的PUREX工廠，在紐約州西谷村（West Valley）也興建了一座較小的PUREX工廠。後者於1972年因無法達到新標准而被關閉。
法國的阿海琺公司（AREVA NC，原名COGEMA）的拉海格再處理廠（La Hague site）擁有處理50%全球民用輕水堆乏燃料的能力。 其它主要再處理工廠還包括英國謝拉斐爾德再處理廠、俄羅斯的瑪雅克再處理廠（Mayak Chemical Combine ）、日本的東海核燃料廠以及印度的塔拉普爾再處理廠（Tarapur plant）。
印度在1970年代初掌握了核燃料再處理技術，并于1974年進行了鈈裝葯的核武器實驗。這引發了美國對再處理技術可能引發核擴散的擔心。1976年10月，美國總統福特頒佈行政令，無限期中止美國的商業再處理過程及從乏燃料中回收鈈。 1977年4月7日，美國總統卡特宣佈禁止對商業反應堆的乏燃料進行再處理。 其動機依然是擔心核擴散，并希望其它國家以美國為榜樣。至此，祇有那些在再處理基礎設施上投資巨大的國家繼續其再處理運作。1981年，里根總統終結了前任的禁令，但卻沒有給重啓商業再處理過程提供補貼。 結果美國仍然沒有核燃料再處理能力。
1999年3月，美國能源部與杜克能源（Duke Energy）、阿海琺與石偉（Stone & Webster）三家公司組成的聯盟簽訂協議，開始設計和興建一家混合氧化物核燃料（MOX）製造工廠。該廠選址于南卡罗来纳州薩瓦那河區，於2005年10月動工。 但是，該項目遇到重重困難。首先工程嚴重超支，到2011年成本已經達到50億美元；工程進度緩慢，主體建築到2011年僅完成一半；最大的問題是該項目沒有一個客戶。唯一一個可能的客戶是田納西河谷管理局（Tennessee Valley Authority）。但在2011年發生福岛第一核电站事故后，田納西河谷管理局轉爲觀望，表示要繼續觀察福岛混合氧化物核燃料的表現，因此要延遲其決策。

## 分離技術

### 有機溶劑水相萃取

#### 鈈鈾萃取法
鈈鈾萃取法（PUREX，代表Plutonium and Uranium Recovery by EXtraction）是目前事實上的標準再處理方法。鈈鈾萃取法是將乏燃料研碎後用強酸溶解，然後用有机溶剂（比如磷酸三丁酯，TBP）萃取，最後用離子交換方法分離。此方法經多年研究和使用後已非常成熟，廣泛用於世界各地的核燃料再処理厰。商業核電站乏燃料經鈈鈾萃取法提取的鈈通常含有很多鈈-240，一般認爲不適合用於製造核彈。可以添加燃料的反應堆產出的乏燃料卻可以用於生產武器級鈈。因此可以用於鈈鈾萃取法的化學品受到許多國家和国际原子能机构的嚴密監視。

#### 鈈鈾萃取法的變種

##### 鈾萃取法
鈈鈾萃取法的變種之一是鈾萃取法（UREX，代表Uranium Recovery by EXtraction）。因爲貧化鈾（鈾-238）占乏燃料的絕大部分而且放射性很低，把它分離出來之後可以大大減少高放射性廢物的體積，同時提取出的再處理鈾是可增殖材料，可以作為燃料用于快中子堆。鈾萃取法中不會產生鈈，而會囘收大約99.9%的鈾和95%以上的鍀。在萃取過程中，爲了防止鈈被萃取，需要加入掩蔽劑，比如乙酰羥胺（acetohydroxamic acid）。乙酰羥胺同鈈形成的絡合物無法被磷酸三丁酯萃取而留在水相中。同樣留在水相中的還有鎿。鈾萃取法不會產生可能被用於核武器的武器級鈈，因此在核擴散上威脅較小。

##### 超鈾元素萃取法
在磷酸三丁酯基礎上加入另一種萃取劑正辛基-苯基-N,N-二異丁基氨甲酰基甲基氧化膦（octyl(phenyl)-N, N-diisobutyl carbamoylmethyl phosphine oxide， CMPO，CAS No.83242-95-9），鈈鈾萃取法就變成了超鈾元素萃取法（TRUEX，代表TRansUranic EXtraction）。此過程由美國阿贡国家实验室發明，目的在於分離乏燃料中的超鈾元素，特別是鎇和鋦。這些元素都是α輻射源。在乏燃料儲存中，來自鈈和次錒系元素的放射性和熱量將在三百年到兩萬年間居主導地位。裂變產物中其它核素的半衰期要麽短於三百年，要麽長於兩萬年。因此除去這些超鈾元素可以在中期内給廢料儲存帶來一定方便。

##### 二酰胺萃取法
二酰胺萃取法（DIAMEX， 代表DIAMideEXtraction）和超鈾元素萃取法目的相同，但是用不同的萃取劑馬龍酸二酰胺（malondiamide）。二酰胺萃取法是由法國原子能委員會率先開發的。其優點在於萃取過程中產生的有機廢物不含磷，只含有碳、氫、氧和氮。這些有機廢物最終一般會被燒掉。在燃燒時，馬龍酸二酰胺廢物不會產生導致酸雨的廢氣，也不會造成磷污染。這個方法現在已經臻于成熟，可以用於大規模再處理工廠。

##### 選擇性錒系元素萃取法
選擇性錒系元素萃取法（SANEX，代表Selective ActiNide EXtraction）目的在於分離錒系元素。在鈈鈾萃取後的殘液中，可以用超鈾元素萃取法或者選擇性錒系元素萃取法分離錒系元素。但在萃取物中，錒系元素同鑭系元素混在一起。兩者化學性質相近，較難分離；同時鑭系元素中子俘獲截面都比較大，屬於中子毒物。如果想純化鎇等次錒系元素，必須把鑭系元素除去。目前，選擇性錒系元素萃取法還未完全成型，仍然有很多研究團隊在開展這方面的研究。比如法國原子能委員會正在試驗一種用雙三嗪基吡啶（bis-triazinyl pyridine）作爲萃取劑的系統。

##### 通用萃取法
俄羅斯和捷克科學家開發了通用萃取法（UNEX，代表UNiversal EXtraction）。這種方法可以在鈈鈾萃取後的殘液中徹底除去鍶、銫和次錒系元素。 這一過程利用鍶和銫同聚乙二醇與一種碳硼烷和鈷陰離子的相互作用來分離這兩種核素。 分離錒系元素仍然使用CMPO，稀釋劑採用極性芳香溶劑，比如硝基苯。間硝基三氟苯和苯基三氟甲基碸也可以用作稀釋劑。

#### 電化學方法
日本研究者曾報道使用電化學方法回收鈈和鈾。以碳酸銨溶液作為電解液，將乏燃料溶解。過濾后通過離子交換分離鈈和鈾，再以氨水沉澱，獲得鈈和鈾的氧化物。

### 焦化處理法
焦化處理 是許多高溫再處理方法的縂稱。這些方法也使用溶劑。但與水相萃取不同，本法的溶劑一般是熔鹽，比如氯化鋰-氯化鉀混合鹽或者氟化鋰-氯化鈣混合物；也可以是熔融金屬，諸如鎘、鉍和鎂。工藝中一般會用到電解精煉、蒸餾以及溶劑萃取步驟。焦化處理方法目前應用不多。美國阿貢國家實驗室等研究機構一直在開展這方面的研究。

#### 電解法

##### 焦化-A和焦化-B法
阿貢國家實驗室在建設“集成式快中子堆”（Integral Fast Reactor）時開發了焦化-A和焦化-B法。焦化-A法可以把超鈾元素從乏燃料中分離出來。乏燃料被放在熔鹽電解質中，通電流之後，鈾會在固體金屬陽極上沉積出來，而其它錒系元素和鑭系元素則被吸收在液態鎘陽極。銫、鋯和鍶等裂變產物留在熔鹽中。 液態鉍或者固體鋁也可以作為陽極，替換液態鎘。 除電解沉積之外，也可以使用一個電負性較高的金屬和一種惰性金屬的液態和金來分離超鈾元素。
被分離出來的錒系元素可以作為核燃料再次用於快中子增殖反应堆。這些核素要麽是可裂变物质，要麽是增殖性材料。熱中子堆產生乏燃料中，重元素（比如鋦-242和鈈-240）較使用鈈-鈾混合氧化物燃料的反應堆要多。
焦化-B法是為了一種特殊的快中子增殖反应堆所設計的。這種快堆專門用於嬗變核廢料中的超鈾元素，把它們轉化為裂變產物，所以這種快堆被稱為“嬗變堆”（transmuter reactor）。嬗變堆用的燃料不含鈾，而是分散在惰性介質（比如金屬鋯）中的超鈾元素。在一個循環結束后，焦化-B法中用電解精煉法降未被嬗變的超鈾元素提取出來，送囘嬗變堆繼續裂變。嬗變中產生的鍀和碘被回收，而其它裂變產物以廢物處理。

#### 氧化揮發法
在氧化揮發法中，把氧化物燃料同氧氣一同加熱，或者先氧化后還原，再或者先用臭氧把鈾氧化成三氧化鈾，然后再加熱降解該氧化物生成八氧化三鈾。 不管過程如何，此法的首要目的是回收氚。其它揮發性的核素也可以一併回收，比如碘、鍀和碳-14。經氧化揮發法處理後，核廢料的比表面积大增，有利於化學試劑的浸润和貫穿。

#### 熱揮發
將氧化物乏燃料在惰性氣體或者是真空中加熱到700℃到1000℃，可以除去若干揮發性核素，比如銫。銫的同位素在乏燃料從出爐到100年時貢獻了大約一半的熱量。另外一半熱量來自鍶的同位素。但是，鍶不具揮發性，無法用熱揮發除去。下表是帶有2千克包覆層的20千克乏燃料在經過熱揮發處理之後的物料平衡。 表中核素從鈀到碘都有一定揮發性。比如50%的鈀揮發后，被收集在沸石濾器中；碘則100%揮發，收集在活性炭濾器中。該研究中未提及有多少氚被回收。
|        | 起始值 | 處理后 | 沸石 濾器 | 活性炭 濾器 | 微粒 濾器 |
| ------ | ------ | ------ | --------- | ----------- | --------- |
| 鈀     | 28     | 14     | 14        |             |           |
| 碲     | 10     | 5      | 5         |             |           |
| 鉬     | 70     |        | 70        |             |           |
| 銫     | 46     |        | 46        |             |           |
| 銣     | 8      |        | 8         |             |           |
| 銀     | 2      |        | 2         |             |           |
| 碘     | 4      |        |           | 4           |           |
| 包覆層 | 2000   | 2000   |           |             |           |
| 鈾     | 19218  | 19218  |           |             | ?         |
| 其它   | 614    | 614    |           |             | ?         |
| 總計   | 22000  | 21851  | 145       | 4           | 0         |

#### 氟化揮發法

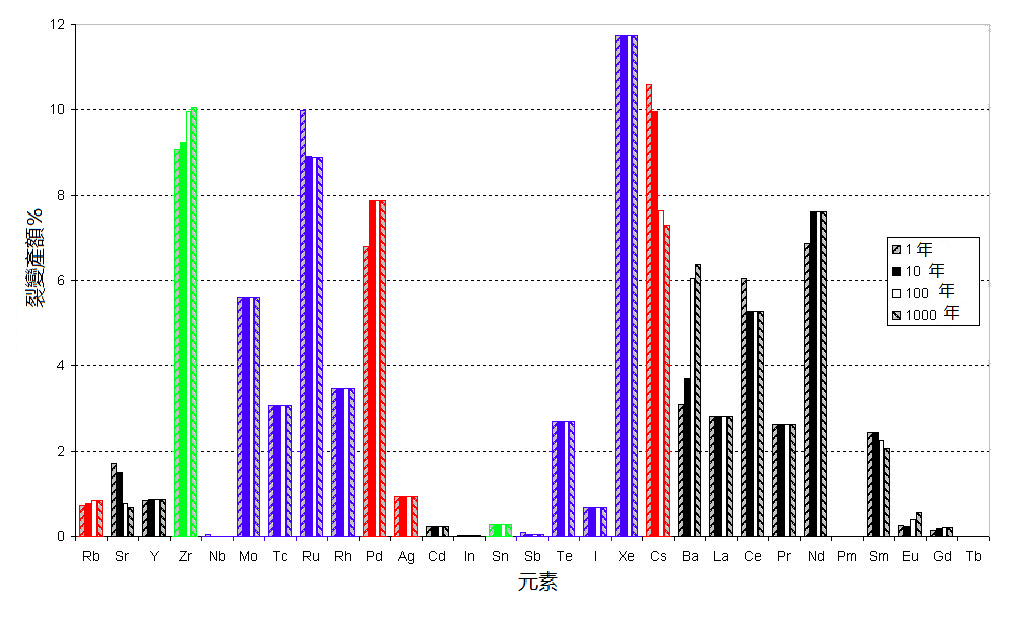
藍色代表元素有揮發性氟化物；綠色代表元素沒有揮發性氟化物，但有揮發性氯化物；紅色代表元素既沒有揮發性氟化物，也沒有揮發性氯化物，但元素本身或其氧化物在高溫下有揮發性。產額指乏燃料出爐后1、10、100和1000年的百分數，未考慮冷卻中的中子俘獲。可見β衰變：氪-85→銣, 鍶-90→鋯, 銣-106→鈀, 銻-125→碲, 銫-137→鋇, 鈰-144→钕, 釤-151→銪, 銪-155→钆

在氟化揮發法中，乏燃料同氟氣反應，生成各種氟化物。氟在所有非金屬元素中電負性最強，甚至超過氧的氧化能力。磨碎的乏燃料遇到氟氣，會發生燃燒。這一過程被稱為“火焰氟化法”。乏燃料中的鈾會轉化為六氟化鈾，其沸點為56.5℃，極易揮發。長壽命裂變產物中，鍀也可被會被轉化為六氟化锝。通過冷凝，這些揮發性氟化物可以同氟氣分離，然后再通過分馏或者選擇性氧化還原互相分離。六氟化鈾和六氟化鍀（沸點55.3℃）性質比較接近，純化起來比較困難。另外一些裂變產物不需要氟化也很容易揮發，比如碘、碲和鉬。
鈈、鎿和鎇也能形成揮發性氟化物，但在氟的分壓比較低的時候會自發分解。 在火焰氟化法中，大部分鈈和小部分鈾會出現在氟化爐的底部灰中。將這些灰進一步氟化，可以徹底將鈾、鎿和鈈以氟化物的形式回收。其它次錒系元素不能形成揮發性氟化物，會繼續存在廢液中。一些貴金屬無法氟化，以金屬形式存在。唯一的例外是釕。六氟化钌相對穩定，並且具有揮發性。使用高溫蒸餾可以將氟化廢液中的低沸點過渡金屬氟化物和鹼金屬氟化物與高沸點的鑭系元素氟化物、鹼土金屬氟化物和氟化鐿分離。真空蒸餾可以降低蒸餾溫度和能耗。
在熔鹽反應堆中每隔一段時間就會進行氟化揮發法再處理核燃料。其目的是把錒系元素送囘熔融狀態的燃料混合物中進一步裂變，同時除去裂變產物和中子毒物。

#### 氯化揮發法
許多能行成高价態氟化物的元素亦可形成高价態氯化物。氯化然後蒸餾是另外一種可行的分離方法。比如，氯化鋯沸點為331℃，氯化錫為114.1℃。鋯是一種常見的核燃料包覆層成分。有人提出可以用氯化的方法除去含鋯的包覆層，替代現有的機械方法。 與氟化物相比，氯化物比較容易轉化為氧化物。
除揮發性的區別外，氯化物在水中的溶解度也可以用來分離目的。比如，鎇、鋦、鑭系元素、鍶和銫的氯化物比鈾、鎿、鈈和鋯的氯化物水溶性更好。

#### 焦化處理法的優點和缺點

##### 優點
- 對焦化處理方法的原理已有充分的瞭解。目前也不存在需要解決的重大技術問題。[42]

- 可以應用于燃燒深度高的乏燃料，而且不需要太長的冷卻時間，因爲焦化處理本身的操作溫度就很高。

- 不用含有碳和氫的有機溶劑。這兩种元素都是中子减速剂。如果操作不當，有機溶劑可能引發临界事故。另外，有機溶劑還可以吸收裂變產物氚和激活產物碳-14。這兩种同位素均有放射性，而且不容易從溶劑中分離。

- 氧化揮發法（Voloxidation）可以從乏燃料中回收99%的氚，可以作為氚的供給源。

- 比溶劑萃取法佔有空間更小，可以實現反應堆旁再處理。這樣就可以免去運送乏燃料的諸多問題。同時，再處理後的小量高放射性废物可以直接儲存于核電站，直至其退役。比如集成式快中子堆和熔鹽反應堆的燃料循環都是根據站内焦化再處理設計的。

- 此法可以一步分離很多甚至全部錒系元素，並產生高放射性的燃料。據説想盜竊這種燃料很困難，也很難用於製造核武器。但是對於這一説法目前尚有爭議。[43]) 在乏燃料開始冷卻后，從102到105年間，錒系元素的放射性居於主導地位。如果能除去錒系元素並重新利用（比如在反應堆中裂變），可以減少核廢料的長期放射性。[44] 同此法相比，鈈鈾萃取法的目的在於分離鈈和鈾，在分離結束時，高放射性且壽命較長的次錒系元素（鎇、鋦等）留在廢液中。

##### 缺點
- 目前再處理過程並不受重視。現有的再處理厰基本全部使用鈈鈾萃取法。因此焦化處理法沒有市場需求。到2030年第四代反應堆上綫時，情況也許會發生改變。

- 鈈鈾萃取法中產生的放射性廢物最終會被製成玻璃態儲存。而焦化處理法中使用的鹽無法製成玻璃，因此需要找到新的儲存方式。

- 次錒系元素的回收仍然需要改善。

### 已不再使用的分離方法

#### 磷酸鉍過程
磷酸鉍過程已經被溶劑萃取過程所代替。其最大的缺點是不僅不會減少廢物，反而會增加其体積。磷酸鉍過程是針對鋁包覆的鈾燃料棒。包覆層首先在氫氧化鈉溶液中溶解除去，然後將含有鈈和其他裂變產物的金屬鈾溶解在硝酸中。這時鈈被氧化成四价（Pu(IV)）。向溶液中加入硝酸鉍和磷酸，產生磷酸鉍沉澱，鈈與之發生共沉澱。上層清液中含有多種裂變產物。沉澱經過濾而分離，再度溶解于硝酸中。添加強氧化劑高錳酸鉀把鈈氧化成六价（PuO22+，Pu(VI)），同時還得加重鉻酸鉀把鈈穩定在這個氧化態。再次把磷酸鉍沉澱出來，鈈則留在濾液中。
向上述濾液中加入硫酸亞鐵銨，將Pu(VI)還原為Pu(IV)，再次和磷酸鉍共沉澱。這一步被稱為“淨化”。經過這一步之後，鈈溶液的γ放射性被降低一萬倍。磷酸鈈被硝酸溶解，磷酸鉍則被作為廢物除去。鈈的硝酸溶液先經過鉍酸鈉和高錳酸鉀的氧化，再度氧化為六价。加入氟化氫和鑭系元素的鹽，產生氟化鑭沉澱。剩下的裂變產物同氟化鑭一起共沉澱而除去。六价鈈被草酸還原為四价，同氟化鑭一起共沉澱。沉澱物以氫氧化鉀處理，轉化成氧化物。氧化鈈經過硝酸溶解，生成可溶性的硝酸鈈。此工藝開始時，溶解乏燃料後的硝酸溶液共有330加侖；到了這一步，只剩下8加侖。 整個流程極爲繁冗耗時不說，還製造大量的放射性廢物。這是後來此法被廢棄的最大原因。

#### 氧化-還原法
此法是一種液液萃取過程，萃取劑為甲基異丁基酮（MIBK）。本法的缺點是需要使用硝酸鋁作爲鹽析劑，方能獲得較好的分配係數（Distribution coefficient，log D）有傚地萃取鈈。同時，MIBK在遇到濃硝酸時會發生降解。後來本法被鈈鈾萃取法代替。
Pu4+ + 4 NO3− + 2S → [Pu(NO3)4S2]

#### 2,2'-二（正丁基氧基乙基）醚（Butex）萃取法
本法使用2,2'-二（正丁基氧基乙基）醚（Butex）為萃取劑，從水相中萃取鈈。與氧化-還原法類似，此法的缺點是需要使用硝酸鋁作爲鹽析劑。英國謝拉斐爾德再處理厰曾使用本法，後來被鈈鈾萃取法代替。

## 再處理的成本分析
在過去幾十年中，再處理-廢物處置和過渡性儲存-直接處置的成本比較一直是爭議性的話題。有很多研究模擬了再處理-再利用系統的整個燃料循環的成本。這個系統假定再處理得到的鈈被一次性用於現有的熱中子堆，而不是快中子堆。然後將這個成本與開放燃料循環后直接處置的成本相比較。 研究結果不一而足，相差很大。但是大家都能夠認同的是，在當前的經濟情況下，再處理-再利用系統的的成本較高。
如果有人搞再處理的目的僅是降低乏燃料的放射性，可能會得不償失，因爲乏燃料的放射性會自然降低。40年之後，其放射性會降低99.9%。 但1000年后才能降低到天然鈾的放射水平。 但產額很小的超鈾元素的放射性會持續10萬年。如果這些元素不能用於核燃料，應當妥善儲存，因為它們既是高放射性廢物，又構成核擴散風險。
2011年10月25日，日本原子能委員會（AEC）在一次會議中披露了關於核電站再循環核燃料的成本計算，結果是比直接把乏燃料進行深地质处置貴一倍左右。每產生1千瓦時的電力，分離鈈然後處理廢料將花費1.98-2.14日元；不經再處理而直接處置乏燃料只花費1-1.35日元。
2004年7月，日本報紙報道日本政府估算了處置放射性核廢料的成本。直接處置乏燃料需要55-79億美元，是再處理成本的1/4到1/3(247億美元)。

## 世界各地的再處理廠
| 國家               | 再處理廠                                                                               | 燃料類型                    | 再處理方法                | 再處理 能力（鈾噸位/年） | 運營時間          |
| ------------------ | -------------------------------------------------------------------------------------- | --------------------------- | ------------------------- | ------------------------ | ----------------- |
| 比利时             | 摩爾（Mol）                                                                            | 輕水堆，材料測試堆          |                           | 80                       | 1966–1974年       |
| 中华人民共和国     | 中試厰                                                                                 |                             |                           | 60–100                   | 1968-1970年代早期 |
| 中华人民共和国     | 404厰                                                                                  |                             |                           | 50                       | 2004年            |
| 德国               | 卡爾斯魯厄再処理厰（Karlsruhe, WAK）                                                   | 輕水堆                      |                           | 35                       | 1971–1990年       |
| 法國               | 马尔库尔（Marcoule），UP 1                                                             | 軍用反應堆                  |                           | 1,200                    | 1958-1997年       |
| 法國               | 马尔库尔（Marcoule），法國原子能委員會APM                                              | 快中子堆                    | PUREX DIAMEX SANEX        | 6                        | 1988年至今        |
| 法國               | 拉海格区，UP 2                                                                         | 輕水堆                      | PUREX                     | 900                      | 1967–1974年       |
| 法國               | 拉海格区，UP 2–400                                                                     | 輕水堆                      | PUREX                     | 400                      | 1976–1990年       |
| 法國               | 拉海格区，UP 2–800                                                                     | 輕水堆                      | PUREX                     | 800                      | 1990年            |
| 法國               | 拉海格区，UP 3                                                                         | 輕水堆                      | PUREX                     | 800                      | 1990年            |
| 英国               | 文德斯格爾（Windscale）                                                                | 鎂諾克斯                    |                           | 1,000                    | 1956–1962年       |
| 英国               | 謝拉斐爾德再處理厰（Sellafield） B205                                                  | 鎂諾克斯                    | PUREX                     | 1,500                    | 1964年            |
| 英国               | 當瑞（Dounreay）                                                                       | 快中子堆                    |                           | 8                        | 1980年            |
| 英国               | 熱氧化物処理厰（THORP）                                                                | 輕水堆                      | PUREX                     | 1,200                    | 1990年            |
| 義大利             | 洛唐德拉（Rotondella）                                                                 | 釷                          |                           | 5                        | 1968年 封堆       |
| 印度               | 巴巴核研究中心（Bhabha Atomic Research Centre）                                        | 軍用反應堆                  | PUREX                     | 60                       | 1965年            |
| 印度               | 塔拉普爾（Tarapur）                                                                    | 壓重水反應堆                |                           | 100                      | 1982年            |
| 印度               | 卡爾帕凱姆（Kalpakkam）                                                                | 壓重水反應堆和快中子測試堆  |                           | 100                      | 1998年            |
| 印度               | 塔拉普爾（Tarapur）                                                                    | 壓重水反應堆                |                           | 100                      | 2011年            |
| 日本               | 东海再处理工厂(Tokaimura)                                                              | 輕水堆                      |                           | 210                      | 1977-2006年       |
| 日本               | 六所再处理工厂(Rokkasho)                                                               | 輕水堆                      |                           | 800                      | 在建              |
| 巴基斯坦           | 巴基斯坦核能研究堆（新實驗室），拉瓦爾品第（New Labs, Rawalpindi）                     | 軍用反應堆 /鈈/釷           |                           | 80                       | 1982年至今        |
| 巴基斯坦           | 克胡夏波核能綜合厰，巴基斯坦原子城（Khushab Nuclear Complex, Atomic City of Pakistan） | 重水堆/軍用反應堆/氚        |                           | 22 kg                    | 1986年至今        |
| 俄羅斯             | 瑪雅克（Mayak）B厰                                                                     | 軍用反應堆                  |                           | 400                      | 1948-196?年       |
| 俄羅斯             | 瑪雅克（Mayak）BB厰，RT-1                                                              | 輕水堆                      | PUREX + 分離鎿            | 400                      | 1978年            |
| 俄羅斯             | 热列兹诺哥尔斯克 RT-2，克拉斯诺亚尔斯克边疆区（Zheleznogorsk，Krasnoyarsk-26）         | 壓水堆（VVER）              |                           | 1,500                    | 在建              |
| 美国, 華盛頓州     | 漢福德區（Hanford Site）                                                               | 軍用反應堆                  | 磷酸鉍過程 REDOX PUREX    |                          | 1944 to 2012      |
| 美国, 南卡罗来纳州 | 薩瓦那河區（Savannah River Site）                                                      | 軍用反應堆/輕水堆/重水堆/氚 | PUREX REDOX THOREX 分離鎿 | 5000                     | 1952–2002年       |
| 美国, 紐約州       | 西谷村（West Valley）                                                                  | 輕水堆                      | PUREX                     | 300                      | 1966–1972年       |

## 延伸閲讀
- Williamson, M.A.; Willit, J.L.  (PDF). Nuclear Engineering and Technology (Korean Nuclear Society). 2011, 43 (4): 329–334  [2013-04-09]. doi:10.5516/NET.2011.43.4.329. （原始内容存档 (PDF)于2020-08-02）.

- Till, C.E.; Chang, Y.I; Hannum, W.H. . Progress in Nuclear Energy (Elsevier). 1997, 31 (1-2): 3–11  [2013-04-09]. doi:10.1016/0149-1970(96)00001-7. （原始内容存档于2020-08-02）.

- OECD Nuclear Energy Agency, The Economics of the Nuclear Fuel Cycle, Paris, 1994

- I. Hensing and W Schultz, Economic Comparison of Nuclear Fuel Cycle Options, Energiewirtschaftlichen Instituts, Cologne, 1995.

- Cogema, Reprocessing-Recycling: the Industrial Stakes, presentation to the Konrad-Adenauer-Stiftung, Bonn, 9 May 1995.

- OECD Nuclear Energy Agency, Plutonium Fuel: An Assessment, Paris, 1989.

- National Research Council, "Nuclear Wastes: Technologies for Separation and Transmutation", National Academy Press, Washington D.C. 1996.

## 外部連結
- Processing of Used Nuclear Fuel （页面存档备份，存于）, World Nuclear Association
- PUREX Process, European Nuclear Society
- Mixed Oxide Fuel (MOX) （页面存档备份，存于） – World Nuclear Association
- Disposal Options for Surplus Weapons-Usable Plutonium （页面存档备份，存于） – Congressional Research Service Report for Congress
- , Annotated bibliography on nuclear reprocessing from the Alsos Digital Library for Nuclear Issues
- Brief History of Fuel Reprocessing
- Annotated bibliography for reprocessing spent nuclear fuel from the Alsos Digital Library for Nuclear Issues